# Turm la Praschun
Der Turm la Praschun (praschun – mit langem u und auf der zweiten Silbe betont – im rätoromanischen Idiom Vallader = «Gefängnis») steht am östlichen Ende des Dorfes Susch im Unterengadin im schweizerischen Kanton Graubünden.

## Geschichte
Sitznischen an einem kleinen Fenster im zweiten Stockwerk des Westwand, Reste eines hölzernen Aborterkers daneben und ein nach aussen vorkragender, auf Holzbalken ruhender Backofen weisen auf die einstige Bewohnbarkeit des Turmes hin, der als gutes Beispiel eines dörflichen Wohnturmes gilt.

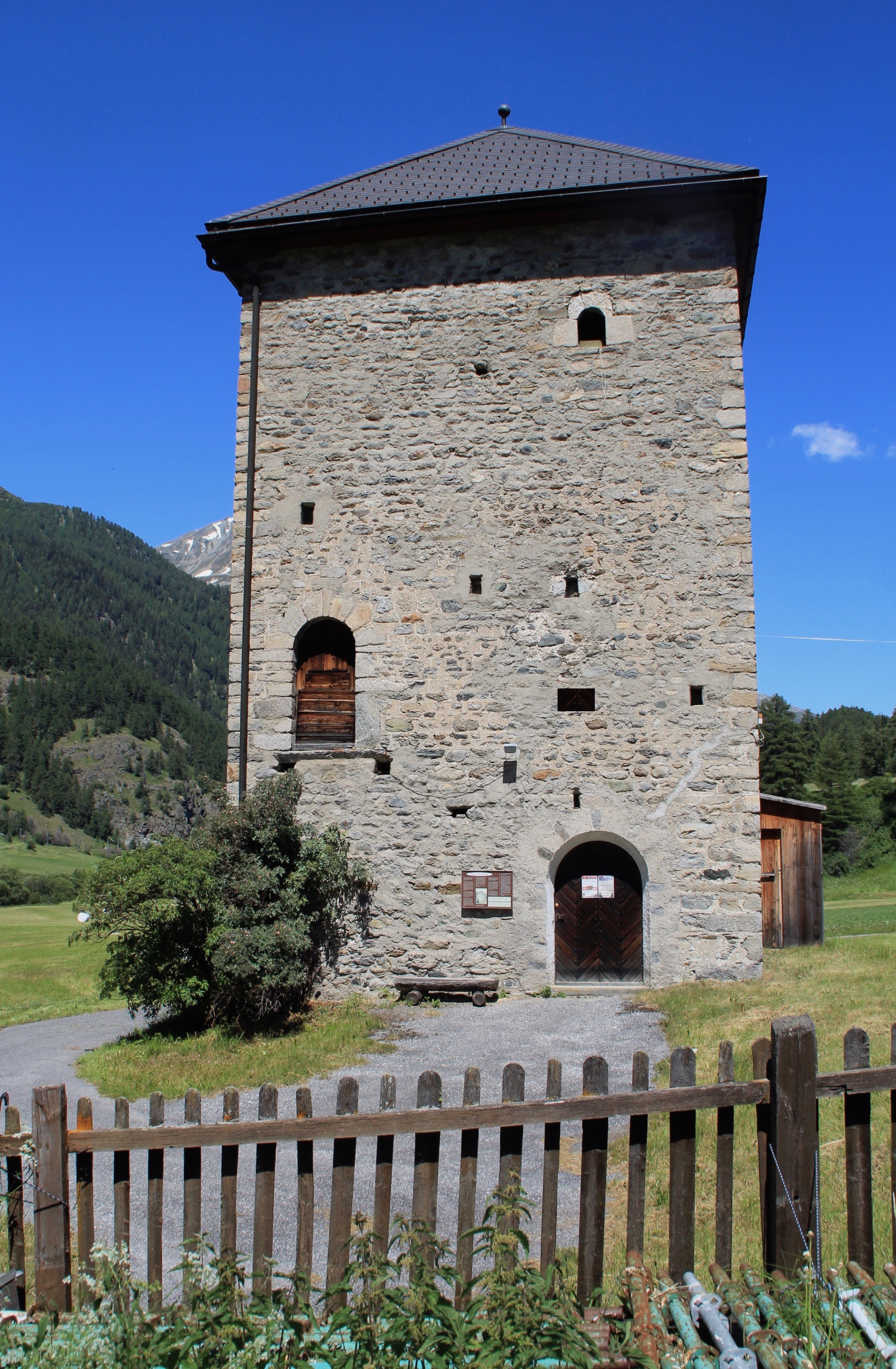
Südseite mit Hocheingang

Der aus Bruchsteinen erstellte Turm stammt aus dem 12. oder 13. Jahrhundert. Er weist einen quadratischen Grundriss mit einer Mauerlänge von 7,5 Metern auf. Die Mauerdicke beträgt im Erdgeschoss 1,3 Meter und verjüngt sich in den oberen beiden Stockwerken auf rund 1 Meter. An den Fassaden sind noch schmale Scharten und Viereckfenster sichtbar. Die grossen Fenster an der Ost- und Nordseite sind neueren Datums, ebenso der heutige Eingang auf der Südseite.
Der Hocheingang lag im ersten Geschoss auf der Südseite; Balkenlöcher weisen auf ein davorliegendes Podest hin. Das niedrige Zeltdach war bis in die 1930er-Jahre mit Holzschindeln gedeckt, seither mit Eternitplatten. Vermutlich trug der Turm ursprünglich niedrige Zinnen.
Im zweiten Geschoss wurde im 18. Jahrhundert ein getäferter Tanzsaal mit Estrade und einem Podest für die Musiker eingerichtet. 
Wie der Chronist Nicolin Sererhard berichtete, wurden im Turm in nachmittelalterlicher Zeit im Erdgeschoss Gefängniszellen eingebaut, später diente er als Munitionslager und ab 1849 als Feuerwehrlokal. Der Turm ist im Besitz der Gemeinde und steht heute leer.